# Глоба, Лидия Ивановна
Лидия Ивановна Глоба (29.12.1933 — ?) — звеньевая колхоза имени Гагарина Оргеевского района Молдавской ССР, Герой Социалистического Труда (14.12.1972).
Родилась 29 декабря 1933 года в селе Березложи, ныне Оргеевский район Молдавии.
В 1951—1968 годах сначала рядовая колхозница, затем звеньевая полеводческой бригады колхоза имени Мичурина села Березложи.
В конце 1968 года в результате объединения колхозов имени Кирова и имени Мичурина Оргеевского района был организован колхоз имени Гагарина. Там Лидия Ивановна Глоба с весны 1969 по осень 1972 года возглавляла звено в табаководческой бригаде. Используя достижения науки и передового опыта, в каждом сезоне получала урожаи табачного листа более 27 центнеров с гектара.
С 1973 года заместитель бригадира табаководческой бригады.
Герой Социалистического Труда (14.12.1972). Награждена орденом Трудового Красного Знамени.